# Focus 103
Focus 103 was een radiostation dat tussen 1981 en 1987 uitzond in de Nederlandse provincie Noord-Holland.

## Ontstaansgeschiedenis

### 1981-1984
Het station werd in oktober 1981 in Heiloo opgezet door de broers Cees Winnips (Bram Brouwer) en Frank Winnips (Teddy O'Neill) samen met Arnoud van Delden (Karel de Grote), vooral uit onvrede met de toentertijd weekendprogrammering op Hilversum 3, die zij als saai ervoeren. De publieke omroep had destijds het monopolie op popmuziek en daarom waren veel luisteraars geïnteresseerd in alternatieve stations (piratenzenders).
De oprichters van Radio Focus hadden modelvliegen als hobby en moesten hiermee stoppen na klachten van de gemeente. De bij het modelvliegen opgedane technische kennis gebruikten zij bij het oprichten van Focus 103. De eerste zender had een vermogen van 1 watt. In het begin werd uitsluitend op zondagochtend van 9 tot 12 uur uitgezonden, desondanks was er al vroeg populariteit, hetgeen bleek uit het aantal telefoontjes in het verzoekplatenprogramma. Het Focus team groeide en de uitzenduren in het weekend werden ook uitgebreid. De eigenaren hadden de ambitie een professioneel niveau te bereiken om zich daarmee van de andere piraten in de buurt te onderscheiden. Door deze populariteit merkten de RCD en de politie de zender echter ook op. Om de inbeslagnames te kunnen financieren startte Focus vanaf 1984 met het uitzenden van commercials. De groei kwam in een stroomversnelling toen  in 1984 Tjeerd van Rijn, oprichter van Radio Omroep Heiloo, aansluiting zocht bij Focus. Zijn komst werd gevolgd door het eerste professionele Top Format Jingle pakket en uitbreiding van de zendtijd tot 24 uur per dag in het weekend.

### 1985-1987
In de eerste jaren werd er alleen in het weekend uitgezonden maar vanaf september 1985 is Focus gedurende 24 uur per dag, zeven dagen per week gaan programmeren. De naam veranderde van "Radio Focus" naar "Focus 103", gebaseerd op de uitzendfrequentie van 103 MHz. Een nieuw jinglepakket volgde al snel. Top Format (Ren Groot) maakte opnieuw de jingles voor het station.
Focus 103 zond reclame uit en werkte met een horizontale programmering, een muziek format en een eigen nieuwsbulletin en professionele DJ's, die veelal ook actief waren geweest bij bijvoorbeeld Amsterdamse stations, zoals Radio Unique. Belangrijk was ook de unieke studio- en zenderlocatie ver buiten het dorp, waar het vermogen van ca. 250 watt met de hoge zendmast een aanzienlijk bereik garandeerde zonder gevaar op storingen bij omwonenden. De politie liet het station in deze periode lang met rust. De populariteit in Noord-Holland groeide sinds het begin van de 24-uurs uitzendingen snel. Voor geïnteresseerde adverteerders was er een wachtlijst. Bekende artiesten kwamen in de studio voorbij (Ten Sharp, George Baker Selection, Drukwerk etc.) Focus had een eigen hitlijst, de Windkracht 20. Begin 1986 zond Focus 103 live uit vanaf de Elfstedentocht en de Alkmaarse gezinsbeurs. Volgens een marktonderzoek had het station begin 1986 naar schatting 350 duizend luisteraars. Dit kon voor een illegaal station niet onbeperkt doorgaan en de eerste grote politie-inval kwam in april 1986 waarbij de livestudio, zender en antennemast met groot machtsvertoon in beslag werden genomen. Dit voorval haalde de voorpagina van de landelijke pers (Algemeen Dagblad). Na enige tijd was Focus 103 weer terug, maar door de verhoogde activiteit van de opsporingsinstanties waren er veel onderbrekingen en kon de continuïteit van de uitzendingen nauwelijks worden vastgehouden.

### Het einde van Focus 103
Het station werd op 15 juli 1987 voor 27e en laatste maal opgepakt, waarbij ook adverteerders schriftelijk werden gedreigd met een strafproces en er een recherche-onderzoek naar vermeend eigenaar Tjeerd van Rijn op gang was gekomen. Onder deze omstandigheden was doorgaan niet meer mogelijk. Van Rijn en enkele medewerkers zijn nog verder gegaan in België onder de naam Focus Fantastique.

## Zender en studio locaties
Focus is voornamelijk actief geweest vanuit Heiloo en omstreken, Noord-Holland.
Lange tijd stond de zender in een woonwijk, de Ronge, later ook aan de Zevenhuizerlaan met studios aan de Pastoor van Muijenweg, de Rookamer en in de wijk Mariënstein. De 24-uurs uitzendingen begonnen in een stacaravan die buiten het dorp langs het Noordhollandsch Kanaal stond. Er werd gebruikgemaakt van professionele zenders (zg Harry's) en straalzenders.
In het laatste jaar 1987 heeft de mast aan het Vennewater tussen Heiloo en Egmond gestaan, aangestraald vanuit een studio in Alkmaar.
Het station had een uitstekend bereik in Noord-Holland en was tot aan Halfweg goed te beluisteren.

## Medewerkers

### Algemeen
- Peter Pulsar (techniek en non-stop)
- Frans Mak (techniek)
- Ronald van Oldenmark (non-stop)
- Edwin Zandbergen (techniek en commercie)
- Lex (techniek)

### Nieuwsdienst
- Robert Baltus
- Marlies Winnips
- vele anderen

### Diskjockeys
- Perry von Braun (1981-1984)
- Bram Brouwer (Cees Winnips, 1981-1986)
- Teddy O'Neill (1981-1986)
- Karel de Grote (1981-1985)
- Gert Gazon (1981-1984)
- Frank van Putten (1982-1983)
- Ronald Huizinga (1982-1986)
- Marcel Rijs (1982-1985), ook bekend als Barry de Goede
- Stephan van Schagen (1982-1983)
- Alphons de Cock (1983-1985)
- Arjan van Velsen (1983-1986)
- Jan de Boer (1984-1987)
- Remco van Buuren (Remco Smit 1983-1987)
- René Lust (1984-1985)
- Willem van Zanten (1984-1986)
- Danielle de Bok (1985)
- Bob Evers (1984-1986)
- Max de Graaf (Max Vrielink) (1985-1986)
- Ron Verstraten (Ron van Aken) (1986)
- Jan Hoogenkamp (1984-1987)
- Eric Hoogland (1981-1987)
- Rob van Houten (1984-1987)
- Janssen & Janssen Show (Gaston Starreveld) (1985-1987)
- Frits Koning (Frits Mulder)(1985-1987)
- Elly van Amstel (1985-1987)
- Frank van der Meer (Raymond Balsink) (1985-1986)
- Rene Verstraten (1985-1987)
- Frans van der Meer (1985-1987)
- Rob van der Wal (1985-1986: nachtprogramma)
- Nico Stevens (Jos van Heerden) (1985-1987) Programmaleider vanaf 1986
- Ron Stoeltie (1985-1986)
- Peter v.d. Valk (1984-1985)
- Ton Vermeer (1985-1986: nachtprogramma)
- Ad Roberts (1986: gast-dj)
- Jos Maathof (1986: gast-dj)
- Piet van Veen (Tjeerd van Rijn)

### Cees Winnips
Cees Winnips is de oprichter van Radio Focus. Winnips was financier van het station en om de kosten te drukken werd er besloten om adverteerders binnen te halen. Om dit legaal te doen richtte hij een reclamebureau op dat volledig binnen de wet opereerde. De adverteerders konden de reclame "legaal" in de boekhouding opnemen en daardoor kon Focus ook gerenommeerde regionale bedrijven tot haar klantenkring rekenen, en werd de omzet gerealiseerd die nodig was om de inbeslagnames te kunnen financieren. Gedwongen door zijn studie stopte Winnips in juli 1986 met Focus 103 en werd het station vanaf dan door Van Rijn alleen gerund.

### Tjeerd van Rijn
Tjeerd van Rijn was onder andere dj bij Focus 103 en wist verscheidene dj's over te halen om bij Focus te komen presenteren. Hij is tot het einde bij het station gebleven, maar besloot uiteindelijk de stekker uit het station te trekken. Na Focus heeft hij nog enkele andere radioprojecten proberen op te zetten, maar is uiteindelijk actief geworden in de (Haarlemse) horeca. Begin jaren negentig is hij omgekomen bij een auto-ongeluk tussen op de weg tussen Egmond en Alkmaar.

## Quality FM
Rond 1987 was Tjeerd van Rijn met enkele medewerkers ook gestart met Quality FM, een non-stop softpop-radiostation. Deze zender zond uit in Alkmaar, Amsterdam en in Nijmegen en het was de bedoeling landelijk overal zenders te plaatsen met dezelfde non-stop muziekbanden. Focus 103 bleef echter de zender met voorrang en na een inbeslagname moest men uiteindelijk de Quality-FM-zender gaan gebruiken.
Verder heeft men plannen gehad om in samenwerking met Delta Radio uit Nijmegen vanaf het zendschip de MV Nannel uitzendingen te verzorgen. Dit is echter nooit gerealiseerd.